# Área metropolitana de Abilene

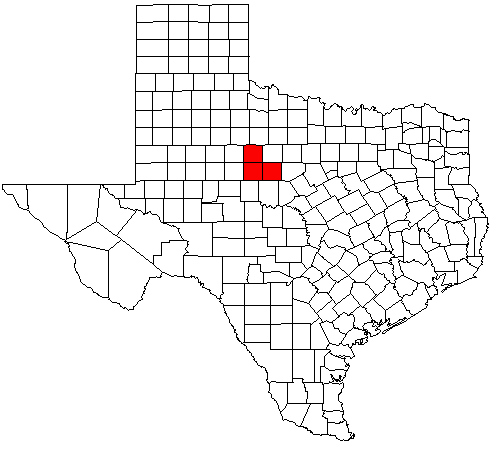
Mapa del estado de Texas con el Área Metropolitana de Abilene resaltada en rojo.

El Área Metropolitana de Abilene, definida oficialmente como Área Estadística Metropolitana de Abilene MSA por la Oficina del Censo de los Estados Unidos; es un Área Estadística Metropolitana centrada en la ciudad Abilene, abarcando parte del centro oeste del estado de Texas, en Estados Unidos.
Cuenta con una población de 165.252 habitantes según el censo de 2010.

## Composición
Los 3 condados del área metropolitana y su población según los resultados del censo 2010:
- Callahan – 13.544
- Jones – 20.202
- Taylor – 131.506

## Principales ciudades del área metropolitana
- Abilene
- Anson
- Clyde
- Merkel
- Stamford